# 부남섬
부남섬은 전라남도 신안군 지도읍 당촌리에 있는 섬이다. 특정도서로 지정하여 관리되고 있다.

## 특정도서
부남섬은 해식애, 해식동이 발달하였고, 해양무척추동물의 서식상태가 양호하여 독도 등 도서지역의 생태계보전에 관한 특별법에 의거 특정도서로 지정되었다.
- 지정번호 : 제99호
- 면적 : 91,140m2
- 지번 : 전라남도 신안군 지도읍 당촌리 산278